# モグリウミツバメ科
モグリウミツバメ科（モグリウミツバメか、Pelecanoididae）は、鳥綱ミズナギドリ目に属する科である。

## 分布
南半球の海洋に生息する。

## 特徴
全長は約20cmと他の海鳥と比べて小型である。アホウドリ類などの大型の海鳥が大洋を広く飛翔する能力を持つのに対して、この科の鳥は飛翔能力は小さく、その代わりに潜水能力が高い。
採食時には海に潜り、翼を使って海中を泳ぎ魚を捕える。その生態は、北半球に生息するウミスズメ類のそれに近く、海洋生態系上の同じような位置を占めている。しかし形態・生態の類似にもかかわらず、両者は分類上は別のグループに属し（ウミスズメ類はチドリ目の下のウミスズメ科）、両者の類似は収斂進化の結果である。

## 進化研究
モグリウミツバメの仲間には、羽毛を落として全く飛翔能力を失う時期がある種もあり、同じ海洋性鳥類で飛翔能力を完全に失ったペンギンの進化の過程を知る上で注目の研究対象となっている。

## 分類

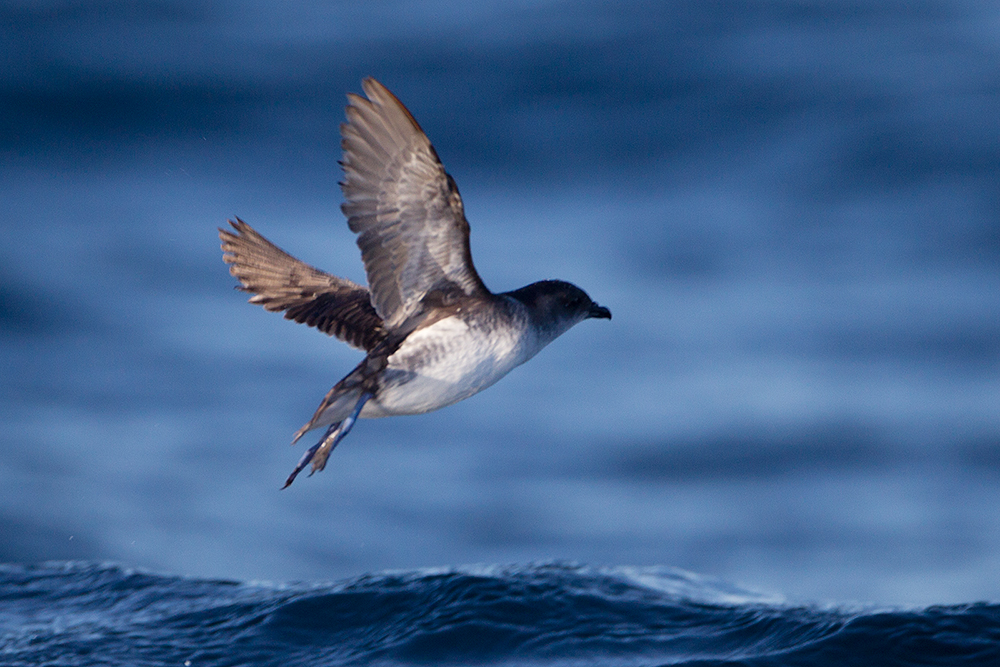
モグリウミツバメ Pelecanoides urinatrix

- Pelecanoides garnotii　ペルーモグリウミツバメ　Peruvian diving-petrel
- Pelecanoides georgicus　ミナミモグリウミツバメ　South Georgia diving petrel
- Pelecanoides magellani　マゼランモグリウミツバメ　Magellanic diving petrel
- Pelecanoides urinatrix　モグリウミツバメ　Common diving petrel